# リトアニアの宗教
リトアニアの宗教（リトアニアのしゅうきょう）では、リトアニア における宗教の歴史と現状を解説する。

## 概要

### リトアニアにおける宗教の歴史
リトアニアの宗教は現在ローマ・カトリックが大勢を占め、他の宗教は少数となっている。しかし歴史的には多くの宗教が信奉されてきた。
もともと現在のリトアニアにあたる地域はバルト人の土地であり、彼らは独自の多神教信仰を持っていた。リトアニアがはじめ統一されてから14世紀半ば頃までは多神教の伝統に従って国家を組織していった が、それ以降はキリスト教が徐々にリトアニアに入ってくるようになる。農民層が中心のリトアニア人にカトリックが浸透するのは16世紀頃と言われている。

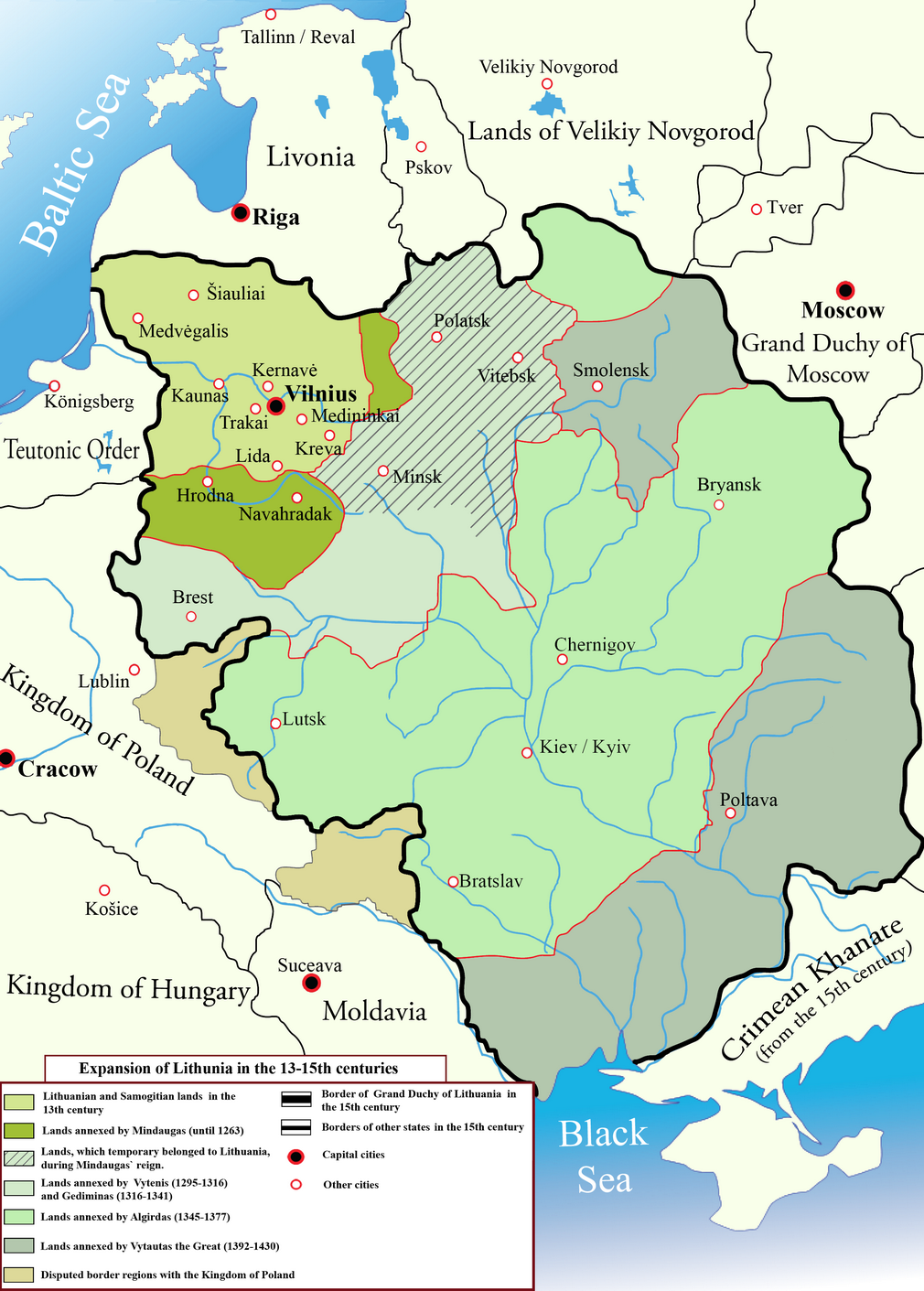
13-15世紀におけるリトアニア大公国の領域
----
15世紀におけるリトアニア大公国の領域が黒の太線で示されている。その中で北西部（地図左上）にあたる薄黄緑色で示された地域が13世紀における領域で、現在のリトアニアとほぼ重なる。

中世のリトアニア大公国は現在のリトアニアのほかベラルーシやウクライナの大半を含む広い領土を支配しており、主にスラヴ人が住んでいた東部地域では正教を信じる者も多くいた。他方、現在のリトアニアにあたる北西部では、はじめ多神教が、後にカトリックが最も信奉されてきた。また大公国ではそのほかイスラム教やユダヤ教の信仰なども広く認められてきた。さらに17世紀になると正教会の古儀式派もリトアニアに入ってくる。
18世紀末、当時のポーランド・リトアニア共和国は分割され、リトアニア地域はロシア帝国の領土となる。ロシア帝国の支配下ではのちにカトリックの信仰やリトアニア語の使用が禁止されることとなったが、その後の民族運動などではカトリックの信仰がリトアニア人の民族としての意識を高めるものとしてリトアニア語とともに用いられることとなる。
第二次世界大戦中はナチス・ドイツの侵攻を受けリトアニアはナチスの支配下に入る。ここではユダヤ教徒が迫害を受けることとなった。
また、第二次世界大戦後にはソヴィエト連邦（ソ連）の支配を受けることとなるが、そこでも宗教は弾圧された。宗教の撲滅を図るソ連の政策は「ジェノサイド」と比喩される。修道院や大学の神学部、神学校、その他宗教関連の新聞社や団体などが閉鎖され、神父などの宗教関係者が処刑や流刑されることとなった。そのため、ソヴィエトに支配されていると感じていたリトアニア人にとって、カトリックは民族のアイデンティティーとされてきた。
スターリンの死後は宗教弾圧は緩くなっていく。フルシチョフ時代には宗教活動を理由に逮捕されていた者が大勢釈放された。その後1990年代に入るとリトアニアは独立を回復する。
独立回復後の調査では、カトリックが国民の約8割を占めるなど依然多く、他の宗教・宗派は少数にとどまっている。しかし歴史的経緯から多くの宗教・宗派の教会などが国内各地に多く残されており、全国の教会分布地図なども多く市販されている。

### 各宗教の法的立場
リトアニアでは、法律により以下の9つが伝統宗教として承認されている。
- ローマ・カトリック
- ギリシャ・カトリック
- ルター派
- 東方正教
- 古儀式派
- ユダヤ教
- スンナ派
- カライ派
- ロムヴァ

### 信仰に関する統計

#### 欧州連合の調査
欧州連合 (EU) が行った調査では、リトアニア国民の 49 % が「神の存在を信じる」と回答しており、また 36 % が「ある種の霊や生命力の存在を信じる」と答えている。そういったものを一切信じないと回答した者は 12 % にとどまっている。
| 回答 | リトアニア | EU25か国 （当時） | 周辺諸国（参考） | 周辺諸国（参考） | 周辺諸国（参考） |
| 回答 | リトアニア | EU25か国 （当時） | ポーランド       | ラトヴィア       | エストニア       |
| 「神の存在を信じる」 "I believe there is a God."                                                               | 49 %       | 52 %              | 80 %             | 37 %             | 16 %             |
| 「ある種の霊魂や生命力の存在を信じる」 "I believe there is some sort of spirit or life force."                 | 36 %       | 27 %              | 15 %             | 49 %             | 54 %             |
| 「いかなる霊魂、神、生命力も存在を信じない」 "I don’t believe there is any sort of spirit, God or life force." | 12 %       | 18 %              | 1 %              | 10 %             | 26 %             |
| 「分からない」 DK (Don't-know)                                                                                 | 3 %        | 3 %               | 3 %              | 3 %              | 4 %              |
| 回答者数： | 1,003      | 24,895            | 999              | 1,034            | 1,000            |

#### リトアニア統計局の人口統計
2001年に行われたリトアニア統計局による調査によれば、各宗派別の人口統計は以下のとおりとなっている。
| 宗教・宗派                 | 人口      | %      | % |
| -------------------------- | --------- | ------ | - |
| ローマ・カトリック教会     | 2,752,447 | 79.00  |   |
| 正教会                     | 141,821   | 4.07   |   |
| 正教古儀式派               | 27,073    | 0.78   |   |
| ルーテル教会               | 19,637    | 0.56   |   |
| 改革派教会                 | 7,082     | 0.20   |   |
| エホバの証人               | 3,512     | 0.10   |   |
| イスラム教スンナ派         | 2,860     | 0.08   |   |
| ゴスペル教会               | 2,207     | 0.06   |   |
| ペンテコステ教会           | 1,307     | 0.04   |   |
| ユダヤ教                   | 1,272     | 0.04   |   |
| バルト人信仰（多神教信仰） | 1,270     | 0.04   |   |
| バプテスト教会ほか         | 1,249     | 0.04   |   |
| その他                     | 4,701     | 0.13   |   |
| なし（無宗教）             | 331,087   | 9.50   |   |
| 無回答                     | 186,447   | 5.35   |   |
| 合計                       | 3,483,972 | 100.00 |   |

## キリスト教
リトアニア統計局による人口統計からも明らかなように、現代のリトアニアでは宗教を信じる者の大多数がキリスト教徒である。その中でもカトリック教徒が最も多く、次いで正教徒、プロテスタントの順となっている。（詳細は「リトアニア統計局の人口統計」の節を参照）

### ローマ・カトリック
現代のリトアニアはヨーロッパでも有数のカトリックの国であると言われる。リトアニア統計局の調査によると、国民の 79.0 % （約275万人）が自らの宗教がカトリックであると自認している。（詳細は「リトアニア統計局の人口統計」の節を参照）

#### ローマ・カトリックの普及
歴史的に見てみると、中世のリトアニア大公国は「ヨーロッパ最後の異教国」とも呼ばれるような非キリスト教国であった。しかし13世紀、リトアニアが周囲のリヴォニア帯剣騎士団などから攻撃を受けるようになると、当時リトアニアを統一していたミンダウガスはその脅威を和らげるため、1251年、カトリックに改宗した。しかしミンダウガスの死後は再び「異教国」となった。

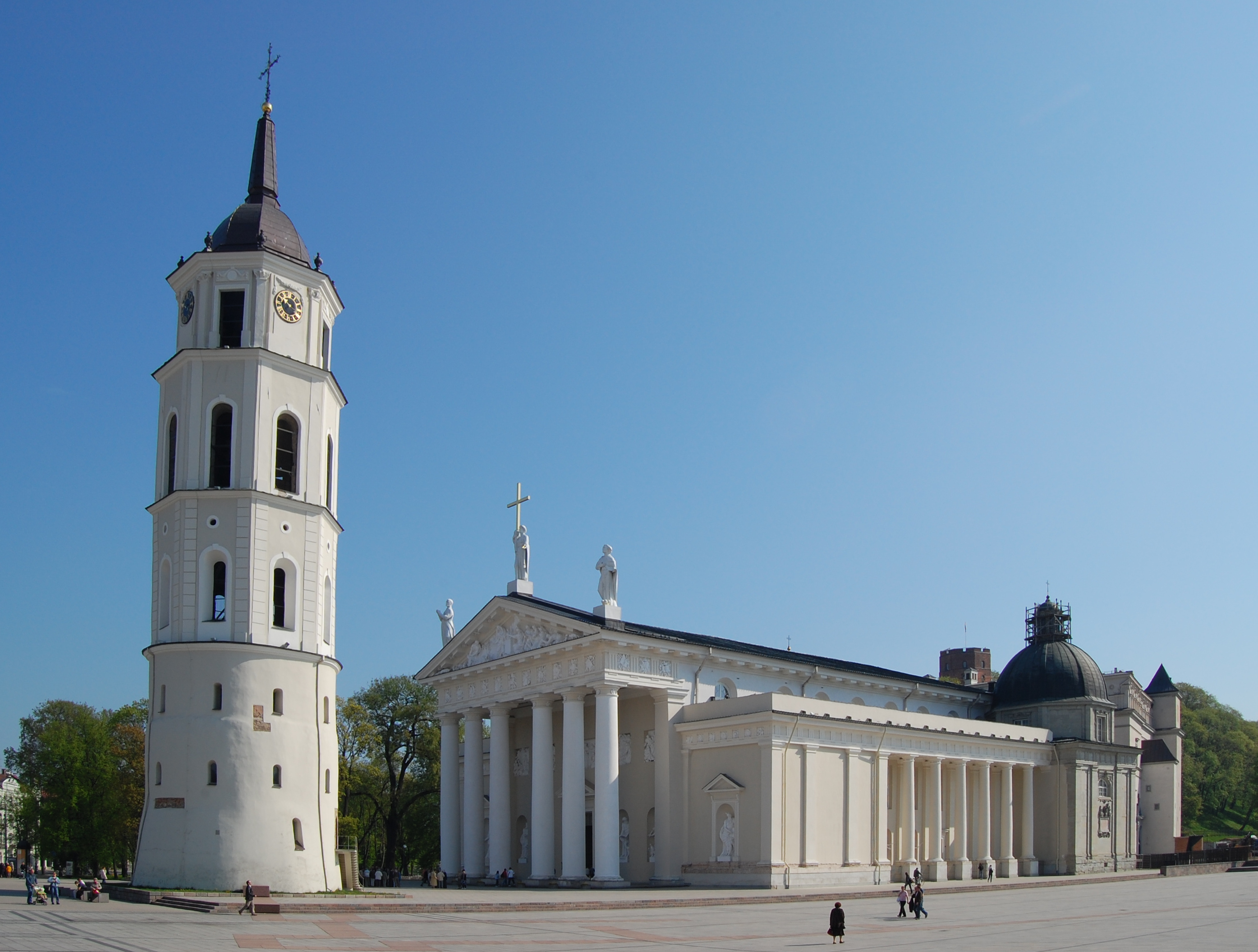
ヴィリニュス大聖堂
----
かつてはこの場所には雷神ペルクーナスをまつる異教の神殿があったが、中世以降はカトリックの聖堂が建てられている。またソ連政権下ではギャラリーとして使用されていた。現在でもこの大聖堂の地下には異教の祭壇などが残る。

1397年、リトアニア大公ヨガイラはポーランド王に就任する条件としてカトリックに改宗、さらにリトアニア大公国の国教とした。それを機にローマ・カトリックがリトアニアに広まっていくことになる。
ヨガイラの従兄弟にあたるヴィータウタス大公は、かつてミンダウガスの時代にキリスト教の聖堂があった場所にゴシック様式の教会を建てた。これが現在のヴィリニュス大聖堂である。ただしその後焼失と再建が繰り返されており、現在の大聖堂の外観はヴィータウタスの時代とはまったく異なっている。現在の大聖堂は、1783年から1801年にかけて行われた大改築によって建てられた古典様式の大聖堂が原型となっている。しかし大聖堂の内部はヴィータウタスの時代の姿がかなり残されている。
16世紀になるとカトリックが貴族社会のみにとどまらず、リトアニア人の農民社会にまで浸透していった。ただし当時の聖職者はポーランド人が中心で、また教会でのミサも当時の公用語であったポーランド語で行われた。

#### 弾圧と抵抗運動の歴史
その後カトリックはロシア帝国やソ連の支配下で弾圧を受けるようになる。
1831年、多くのリトアニア人がポーランド人とともに11月蜂起に参加し帝政ロシアの体制に反対したが、ツァーリ（ロシア皇帝）はこれを鎮圧し、その後報復としてカトリック教会を弾圧した。ロシアはカトリック教会が所有していた土地を没収し、正教以外の宗教教育を認めず、またカトリック信者を正教会に改宗させるなどした。1863年に1月蜂起が起きた後もロシアによる報復が行われた。数百人の聖職者や信者が投獄され、また処刑された者も少なからずいた。
第一次世界大戦後、リトアニアは独立を果たすが、第二次世界大戦中にソヴィエトがリトアニアに侵攻。1940年にモスクワからの指令によりリトアニア政府内部に「宗教活動を取り締まる監督機関」が設置されると、カウナス大学神学部が哲学部とともに閉鎖され、また、4つあった神学校のうちの3つも閉鎖、残りのカウナス神学校は閉鎖を免れたものの、それでも校舎の4分の1が赤軍に引き渡され、生徒の数も共和国時代の500名から150名に削減されるなどの弾圧を受けた。神学校の学生数はその後さらに25名にまで減らされている。宗教関連の新聞社や団体なども閉鎖に追い込まれた。神父などの聖職者も迫害を受け、1940年から1941年の1年間で15人の神父が処刑、18人が監禁、9人がシベリアへ流刑された。この「監督機関」はその後1991年まで活動を続けている。
ソヴィエト侵攻に伴いリトアニア国内では「森の兄弟」（リトアニア語: miško broliai）と呼ばれる反ソ抵抗運動（パルチザン）が展開され、カトリック教会の聖職者らもそれに参加した。密かにカトリック教会と連絡を取っていたパルチザンの戦士らの壊滅をもくろんだ占領政府は教会の力を利用しようとしたが、教会は協力を拒否。その結果司教らが逮捕・投獄・射殺される例も少なくなかった。
ソ連編入後もカトリック教会は特に地方部で権威とみなされ続けていたため、共産党当局はこれを服従させようとしたもののうまくいかず、ここでも司教らが逮捕されるにいたっている。当時の様子をチェパイティスは次のように描写している。

##### 十字架の丘

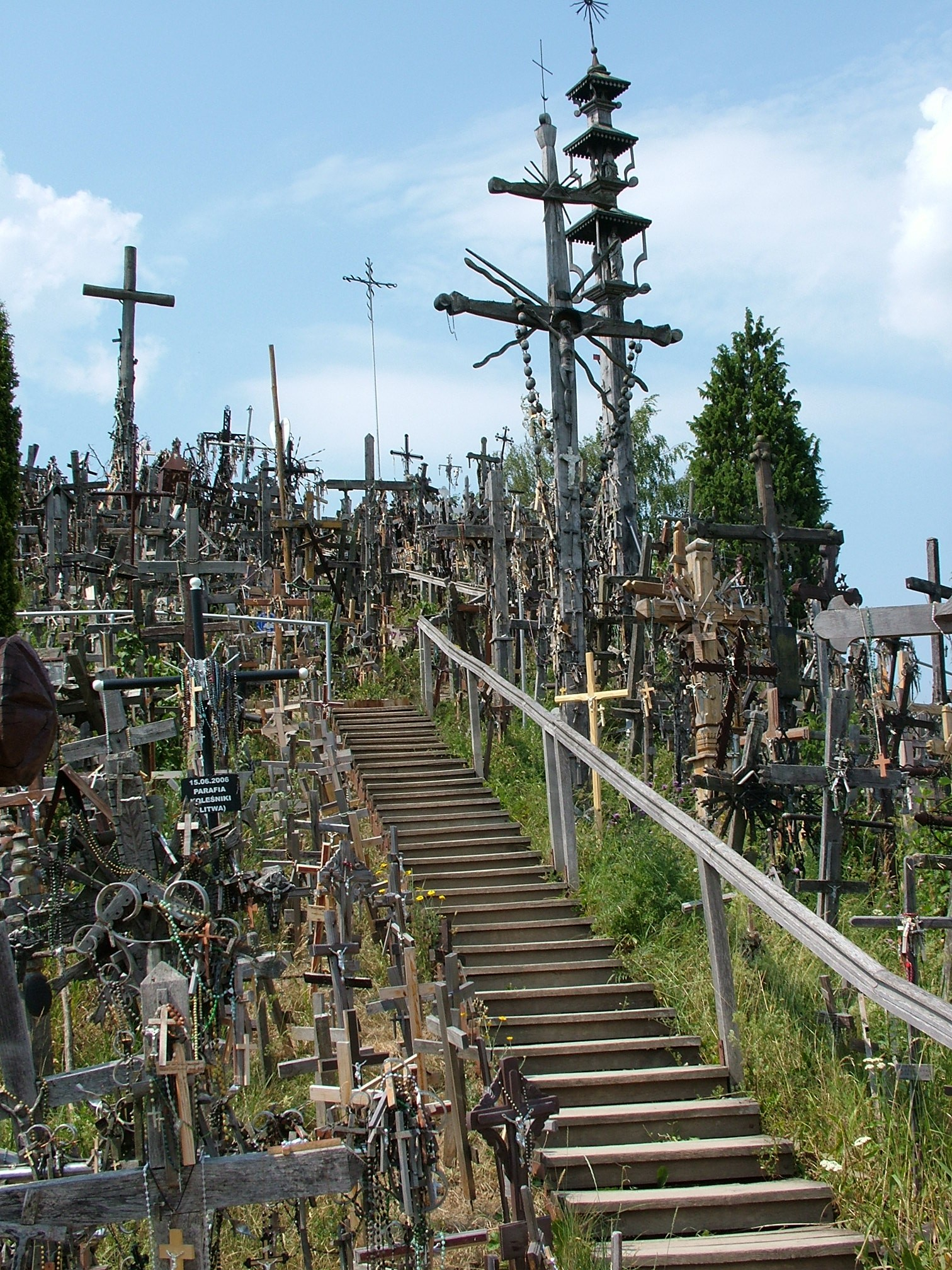
十字架の丘
----
シャウレイ近郊にあるローマ・カトリックの巡礼地。リトアニアの観光名所となっており、無形文化遺産の一つとして登録されている。

カトリックの司祭らは共産政権下のリトアニアにおいて抵抗運動を主導、シャウレイ近郊にある十字架の丘はこうした反共産主義運動の聖地であった。
この丘に初めて十字架が立てられたのは14世紀頃ともいわれるが、確実な記録に残っているのは1847年のことである。この時に近くの住民が重病から回復したことを機に十字架を立てたといわれ、その後その話は広まっていき3年後には20の十字架が立てられるようになった。
現在この丘には数千のラテン十字が立てられているが、ラテン十字の使用はかつてリトアニアがロシア帝国によって支配されていた時代に禁止されていた。1863年に帝政ロシアの圧政に対して蜂起（1月蜂起）が起こされると多くの犠牲者が出たが、家庭などでラテン十字を飾ることは禁じられていたために人々はこっそりとこの丘に十字架を持ち寄り蜂起の犠牲者の追悼を祈った。
ソ連下でもこうした宗教的象徴の使用は禁じられていた。1961年と1975年にはソ連当局によって丘に立てられた約5千の十字架がトラクターで撤去されたが、しかし翌日になると再び十字架が立てられていた。
このように十字架の丘は宗教弾圧に対する抵抗運動の象徴となる土地であった。なお、現在はラテン十字のほかにもギリシャ十字や八端十字架、ケルト十字など、約10万の十字架が立てられている。中にはリトアニア人が元々信仰していた多神教信仰の要素が取り入れられた十字架もある（詳細は「多神教」の節を参照）。また1993年9月7日には教皇のヨハネ・パウロ2世がこの丘を訪れている。

##### 『クロニカ』
またカトリック教会は地下出版（サミズダート）などの活動にも関わっていた。1972年にソ連の圧政に抗議して、カウナスの学生ロマス・カランタ (Romas Kalanta) が焼身自殺を遂げ、それに続くように10件の焼身自殺が起きたが、これらの事件をきっかけとしてカトリック教会もリトアニアで起きていることの真実を内外に知らせるための活動に乗り出す。司祭の多くが弾圧を受ける中、10人の神父によって『リトアニア・カトリック教会報告』（通称『クロニカ』）が創刊され、全国各地に配布されるなどした。出版関係者はKGBによって逮捕されたり、あるいは精神病患者として強制的に入院させられサイキヤトリック療法という名のマインド・コントロールを受けるなどした が、そんな中でも『クロニカ』は定期的に印刷された。
当時編集を務めていたシギタス神父の回想によると、『クロニカ』は南部のシムナス (Simnas) で編集され、そこで8部印刷されたあとリトアニア各地で複写され、計100部から150部が国内に出回ったという。『クロニカ』は海外にも密輸され、英語、フランス語、ドイツ語、スペイン語に翻訳されたが、そうして翻訳されたものがミュンヘンやバチカンのラジオ局で取り上げられ内容が放送された。海外で放送された『クロニカ』のラジオ放送は、ソ連当局によって電波が妨害され雑音まじりではあったもののリトアニア本国にも発信された。また1974年にはシカゴで「クロニカ・ユニオン協会」も設立され、『クロニカ』が10冊の本に再編・再版された。
『クロニカ』はシギタス神父のもとで第57号まで発行されたが、彼はその後1983年にKGBによって逮捕される。しかしそれでも、『クロニカ』は発行され続け、1989年までに82号出版された。

#### 「雪どけ」の時代
スターリンの死後リトアニア共産党に占めるリトアニア人の割合は増えていき、それにしたがいリトアニア文化に対する態度も徐々に寛容になっていき、宗教弾圧も緩くなっていった。フルシチョフ時代には、それまでに宗教活動を理由に逮捕されていた者が大勢釈放されている。また、1977年からリトアニア共産党中央委員会の書記を務めたアルギルダス・ブラザウスカスはソ連後期の様子について次のように回想している。
このように共産党員の上級官僚でさえカトリックの休日を個人的に祝っているような状況であったため、教会儀式に出席した人々に対しても当局から迫害が及ぶことはなかった。こうした状況は、宗教が抑圧されていたソヴィエト社会では独特のものであった。
ゴルバチョフの時代に入るとリトアニア国内で独立の機運が高まっていった。1990年にはリトアニア最高会議が祝日法を承認し、これにより、クリスマスやイースターといったキリスト教にまつわる日が祝日に制定された。

#### 「民族宗教」としてのカトリック
以上のように、帝政ロシアやソ連支配下においてはカトリック教会がリトアニア人のナショナリズム（民族主義）をかきたてる重要な役割を果たしてきた。これは、文化的・政治的統制を正当化する文化装置であった帝政ロシア時代の正教やソ連時代のイデオロギー（共産主義）に代わるものとして、カトリック教会のような伝統的かつ主流派であるキリスト教が再興され、そして民族としての文化的統合や人々の倫理・道徳の源泉としての役割が果たされてきたことを意味する。カトリック教会は普遍主義的教義を掲げつつ、しかしリトアニア人の土着信仰の要素も取り入れていき（多神教の項も参照）、そしてロシア（人）のものである正教会などとは異なるリトアニア固有の「民族宗教」「国民宗教」としてリトアニア人の民族主義をかき立て、国民を統合してきた。
ソ連時代、宗教活動を弾圧してきた共産政権に抵抗したカトリック教会は、リトアニアの独立回復後は、倫理上の問題から社会主義や自由主義に反対する運動を展開している。独立回復後、宗教活動は自由化されたが、しかし新たに教会建物の修復が問題として浮上し、またソ連政権前までは 1,000 人ほどいたカトリックの聖職者も現在では 600 人に満たなくなったことから、司祭の確保も課題として浮かび上がってきた。こうした状況から、一人の神父が3つや4つの教会をかけもちして日曜礼拝をまわることも珍しくない。

### 正教

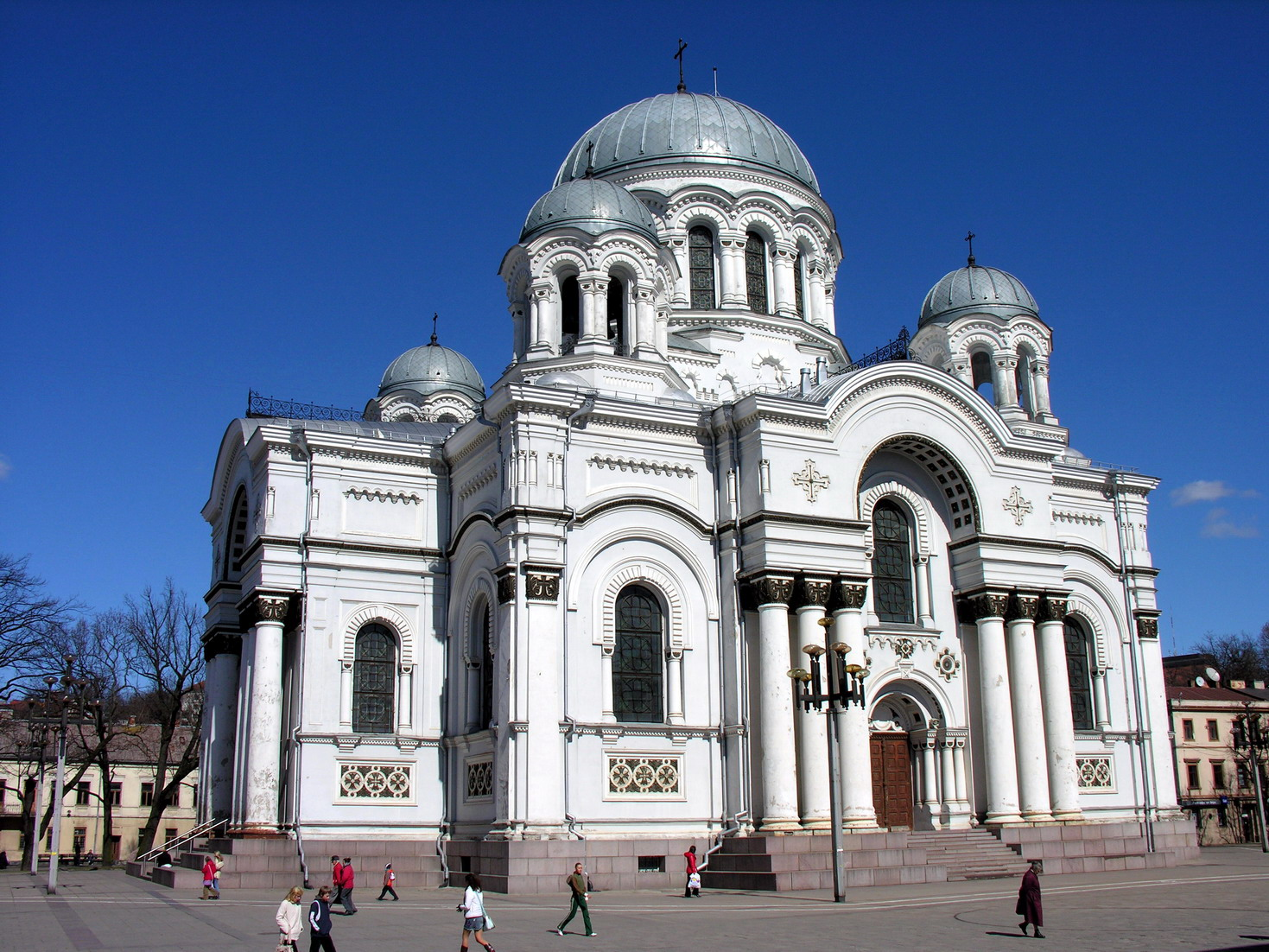
聖ミコラス大天使教会
----
19世紀末にカウナスに建てられたネオ・ビザンティン様式の教会。当初は正教会の教会であったがソ連時代は美術館として用いられた。現在はカトリックの教会として使われている。

国民の 4.1 %（約14万人）は正教徒でカトリックに次いで多い。また、それとは別に古儀式派を信奉する者も約 27,000 人（国民の 0.8 %）いる。（詳細は「リトアニア統計局の人口統計」の節を参照）
中世のリトアニア大公国は正教会を信奉するスラヴ人の土地も領有しており、そのため正教会は広く受容されてきたが、リトアニアがカトリックを国教としポーランドとの連携を強めていく中で次第に正教を信奉する隣国モスクワ大公国との関係は悪化していった。
また17世紀になると、正教古儀式派もリトアニアへ入ってくる。古儀式派は、最初はリトアニアの中でも北部の小さな村で信仰されるにとどまっていたが、1709年にはアニークシュチェイ (Anykščiai) の辺りまで浸透し、その30年後にはイグナリナ (Ignalina) 周辺にも広まり、その後ヴィリニュスにまで広がった。
リトアニアが18世紀末にロシア帝国領となるとカトリックは弾圧を受けるようになり、カトリック教会が所有していた土地はツァーリによって没収されるなどしたが、その没収された土地は代わりにロシアの高官やツァーリの支援を受けるロシア正教会の僧が受け取った。このように、ロシア帝国下のリトアニアでは弾圧を受けていたカトリックとは対照的に正教が優遇されてきており、ニコライ1世などの皇帝の独裁政治によって支えられてきた。
リトアニアは第一次世界大戦後に独立を果たすが、その頃の正教徒は、ロシア帝国領であった頃に移ってきた者やロシア革命から逃れてきた者など、民族的にはロシア人が大半であった。

### プロテスタント
現在プロテスタントはリトアニア国民全体の 1 % にも満たない。その中では、福音ルーテル教会（ルター派）が最も代表的な教派である（0.6 %、約2万人）。（詳細は「リトアニア統計局の人口統計」の節を参照）
プロテスタントの地域社会は小さく、それぞれはリトアニアの北部や西部に点在している。リトアニア北西部のジェマイティヤ（低地）地方は、リヴォニア（現在のラトヴィア北東部）やクールラント（現在のラトヴィア南西部）と東プロイセン北部（現在のロシア・カリーニングラード州）といった2つのドイツ人地域の間に位置していたが、宗教改革の影響で1530年代にルター派がこれらの地域からジェマイティヤに伝わってきた。その後その教義はリトアニアの中心部にも広がっていき、ヴィリニュスにはプロテスタントの学校が建てられるようになった。1539年から1542年にかけてルター派の教義が広められていったが、しかし当時リトアニア大公であったジーギマンタス（ポーランド名: ジグムント1世）はこれを禁止し、プロテスタントの教師たちをケーニヒスベルク（現在のロシア・カリーニングラード）へと追放した。
16世紀の半ばになると宗教改革の波が再び訪れたが、1560年代にジーギマンタスの息子であるジーギマンタス・アウグスタス（ポーランド名: ジグムント2世）がカトリックの巻き返しを行い、1564年にはイエズス会をリトアニアに招いて反プロテスタント運動を展開。その結果、彼はカトリックへの反動を成功させた。
他方、東プロイセンやメーメル（現在のクライペダ）地方に住むリトアニア人の大半は福音ルーテル教会に所属していたが、彼らは第二次世界大戦直後にソ連の支配を恐れ他のドイツ人住民らとともに西ドイツへと移っていった。そのため、1945年以降リトアニアではルター派が減り続けている。
1990年以降、メソジスト、バプテスト、メノナイト など、多くのプロテスタント教会がリトアニアで布教活動を行うようになってきている。

## イスラム教

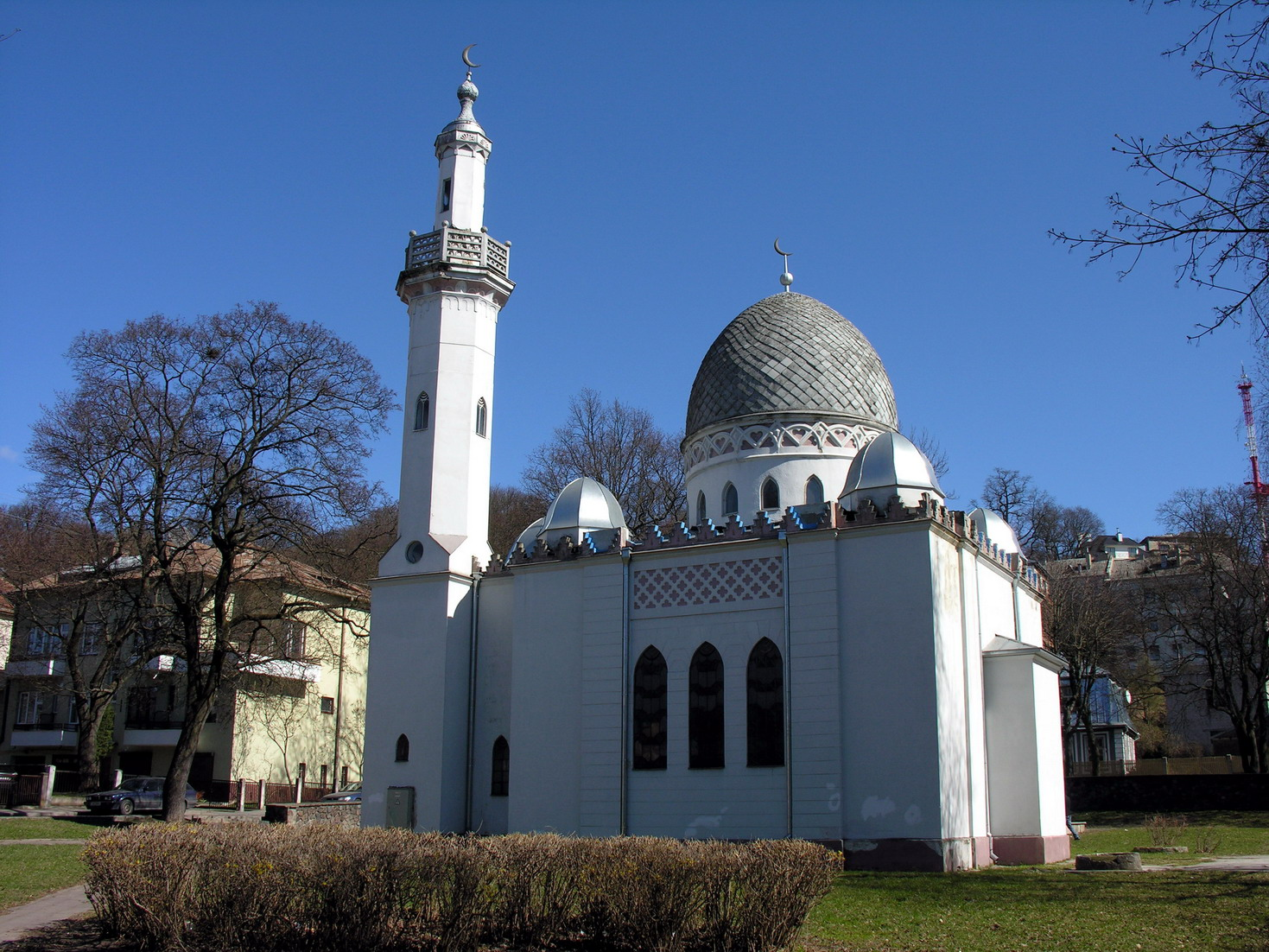
カウナス・モスク
----
ヴィータウタス大公を偲んで建てられた比較的新しいもので、1930年代に建てられた。

リトアニアのイスラム教は、他の北欧諸国とは異なり長い歴史を持つ。中世のリトアニア大公国ではイスラム教の信仰が認められており、南部に住むクリミア・タタール人のイスラム教信仰がよく知られている。こうした地域に住んでいた人々が、ヴィータウタス大公の時代などにリトアニア人居住地（現在のリトアニア共和国あたり）に移り住んだが、現在こうしたタタール人はリプカ・タタール人とも呼ばれ、リトアニア語を母語としている。しかしイスラム教信仰は強く維持している。
リトアニア統計局の調査によると、現在リトアニアには 2,860 名のイスラム教徒（スンニ派）がいる。（詳細は「リトアニア統計局の人口統計」の節を参照）

## ユダヤ教
「古い歴史を持つリトアニア国家について述べるとき、『ユダヤ人』あるいは『ユダヤ問題』は無視できない」と言われるように、リトアニアには古代から多くのユダヤ人が住んでいた。ヴィリニュスから 35 km ほど南に下ったところにあるエイシシュケス (Eišiškes) という街にあるユダヤ人の墓石は1171年に建てられたとされ、リトアニアのユダヤ人の起源の古さが見てとれるが、ただし彼らがどこから来たのかについては黒海沿岸や西欧など諸説あり、あまりよく分かっていない。
またユダヤ問題は単に宗教上の問題であるだけにとどまらず、「ユダヤ人」という民族の問題としても捉えられる。

### リトアニア・ユダヤ人の歴史

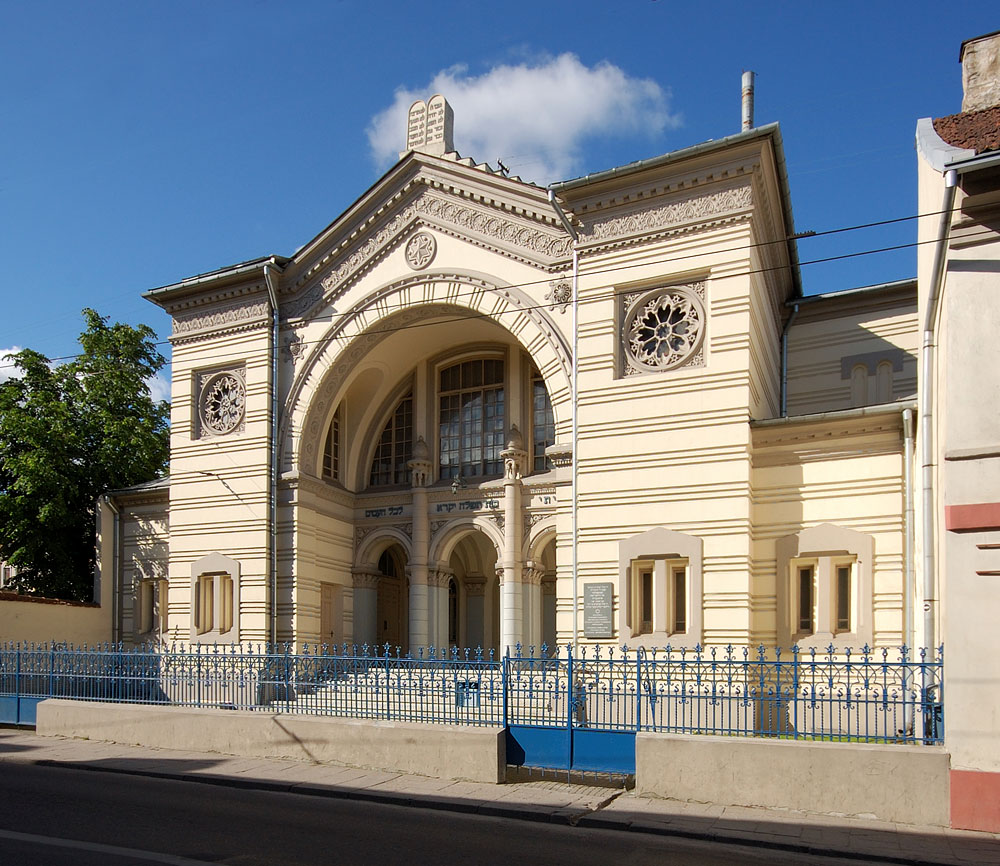
ヴィリニュスにあるシナゴーグ
----
ユダヤ人富裕層によって1894年に建設が着工され、1903年に完成した。かつてヴィリニュスには105のユダヤ関連施設があったが、現在はこのシナゴーグが唯一残る施設となっている。ドアの上にある飾り額には「祈る人の家は全ての人にとって聖なる場所である」とヘブライ語で書かれている。

#### 近代以前
中世以降、ユダヤ人はリトアニアの都市圏、とりわけヴィリニュスやその近郊に大勢住むようになり、13世紀には「リトアニア大公がユダヤ人たちに重要なビジネスを認め、また集団居住を許し、宗教的権利を認めた」ことから、ヴィリニュスではじめてユダヤ人コミュニティが誕生している。彼らはキエフからヴィリニュスに移ってきた。14世紀にゲディミナス大公が招いたハンザ商人や職人の中にユダヤ人がいたことも指摘されている。またヴィータウタス大公は、中欧での迫害から逃れてきたユダヤ人を呼び寄せ、リトアニアに定住させることで商業の活性化を図った。1388年から89年にかけて、ユダヤ人は信仰の自由および経済活動の自由が認められた。また特許状も与えられ、公の保護下に置かれた。そしてユダヤ人への暴力行為に対しては、貴族に対する暴力行為と同等の処罰を下した。その後15世紀末にはリトアニアに4つのユダヤ人コミュニティ（ゲットー）が存在するまでになる。
1492年にスペインでレコンキスタが完成すると、離散ユダヤ人の主な居住地はスペインから東欧へと移ってくるようになる。その中でも特にタタールの侵略により人口が減少していたポーランド王国は移住者を歓迎したために多くのユダヤ人が住むようになったが、1569年のルブリン合同によりポーランド・リトアニア共和国が誕生すると彼らはリトアニアにも移り住むようになっていった。その後、1578年には約 27,000 人、1676年には約 32,000 人のユダヤ人がリトアニアに居住していた。
当時のポーランド・リトアニア共和国ではユダヤ人に対して広い自治権が認められていた。1581年、ポーランドはユダヤ人からの徴税の簡素化を目的にユダヤ・セイム（ユダヤ議会、四地方協議会）の設置を認めたが、これは全ユダヤ住民を代表する機関として位置づけられ、そのゆえユダヤ人同士が相互に連絡を取ることを容易にするものであったためにユダヤ人にとっても望ましい機関であった。さらに1623年にはそこからリトアニア・ユダヤ・セイムが分離するなど、旧リトアニア大公国領内においてもユダヤ人の自治権は認められていた。このように、ユダヤ人の自治制度は16世紀から17世紀に発達していったのであった。
17世紀半ばにコサックが蜂起を起こすとコサックはクリミア・タタール人とともにゲットーを侵略し、その結果東欧全体で10万人以上のユダヤ人が殺され、施設なども破壊された。しかしその後もユダヤ人の数は増え続け、18世紀末の時点ではリトアニア地域には約25万人のユダヤ人がいた。

#### ロシア帝国支配下
1795年の第三次ポーランド分割によりロシア帝国領となったリトアニア地域であったが、ユダヤ人はロシア貴族に嫌厭される存在であった。その理由として、ユダヤ人の社会構造がロシアの封建社会には合わなかったからだといわれる。そのためにロシア帝国下ではポグロムと呼ばれるユダヤ人迫害なども行われた。また1881年3月1日にアレクサンドル2世が暗殺されると、暗殺計画にユダヤ人テロリストが関わっていたことから、報復を名目に大規模なポグロムが行われるようになった。ポグロムにロシア帝国政府が直接関わったことはなかったと現在では考えられているが、しかし現地当局がそれを黙認していたことは事実であり、その結果ポグロムを助長することになったと指摘される。
こうした状況からロシア人支配に反対するポーランド人やリトアニア人の独立運動に協力するユダヤ人も多かった。1863年から64年にかけて起きた1月蜂起の際はポーランド人がユダヤ人に協力を求めユダヤ人の多くがこれに参加したが、1月蜂起以前からすでにユダヤ人がこうしたナショナリズム運動に参加する様子が特にユダヤ知識層を中心に見られた。
こうした知識層の動きとは対照的に、労働者、手工業者、小商人のユダヤ人たちは社会主義者の集団を形成する。1897年、ヴィリニュスにてこうした諸集団を統合して「リトアニア・ポーランド・ロシア・ユダヤ人労働者総同盟」を結成した。この同盟はのちに「ブンド」と通称されるようになる。ブンドは労働条件の改善を目的にロシア帝国支配の打倒（社会主義革命）と「ロシア民主主義共和国」の樹立を訴え、ユダヤ人をはじめとする全てのロシア内諸民族の同権は民主主義体制によって実現されると主張した。そしてブンドはユダヤ人はひとつの民族であることを宣言、国内の各地に散在するユダヤ人に対しては民族的・文化的自治が与えられるべきであるとし、イディッシュ語による学校教育などの権利を訴えた。なお、第一次世界大戦後にはリトアニア共和国やポーランド共和国が独立することによりブンドは分裂し、リトアニアでは新たに「リトアニア・ユダヤ人労働者総同盟」が結成されたが、1921年には活動停止が命じられた。活動家の一部はその後リトアニア共産党やポアレイ・ツィオン左派に所属し地下活動に携わるようになる。

#### 両大戦間期
その後リトアニアは、ロシア革命の混乱を経て第一次世界大戦後に独立を果たす。大戦直後には大量の難民がリトアニアからロシアへと流れたが、そのうち 29 % にあたる16万人がユダヤ人であった。その後すぐに多くの者がリトアニアに帰国し、ユダヤ人も1918年から1921年の間に約8万人が帰国した。1922年に行われたリトアニア共和国（第一次）の国勢調査ではユダヤ人人口は 153,743 名となっており、全人口の 7.6 % を占めていた。彼らの多くは商業や手工芸に従事しており、農業などを営む者はごく少数であった。
このような事情から、リトアニア人が農村部に多く住んでいたのに対してユダヤ人が都市部に多い状況は、20世紀になっても変わらなかった。例えばプルンゲという町は、第二次世界大戦前まで大土地所有者（ブルジョワジー）とユダヤ人中産階級のみが住んでいるような状態で、町の人口 7,000 人のうちの半数以上をユダヤ人が占めていた。プルンゲは交易の中心地で市場も定期的に開かれており、市内に住むユダヤ人のほとんどが交易に従事していたという。
ロシア帝国から独立したリトアニアでは、その後すぐに民族主義が台頭するようになる。「リトアニア人のリトアニア」というスローガンのもと愛国教育が導入され、ユダヤ人は外国人とみなされるようになり、新聞などでは反ユダヤ主義が蔓延するようになった。そのような状況からユダヤ人は徐々に国外へ退去させられることとなり移住を余儀なくされたが、1924年以来アメリカ合衆国への移住は制限されており、そのため彼らは南アフリカや南米へ移住した。プルンゲに住んでいたユダヤ人も南アフリカ、アルゼンチン、パレスチナなどへと移り住むこととなった。その結果プルンゲの商人の数は1913年から1935年までの間に半減した。
リトアニア・ユダヤ人の出生率は世界でも最も高いものであった が、上のように移住していく者も多くいたためそれほど人口は増えなかった。1922年に 153,743 名であったユダヤ人口は、1937年の調査では 157,527 名と微増にとどまっている。

#### ヴィリニュスのユダヤ人
13世紀にユダヤ人コミュニティが誕生して以来、ヴィリニュスには常に多数のユダヤ人が生活してきた。
1805年に「ユダヤ人法」が施行されるとユダヤ人特別強制居住区が設定され、1880年にはユダヤ人は都市部に居住しなければならないと定められたことから、19世紀には以前にも増して多くのユダヤ人がヴィリニュスに住むようになり、ヴィリニュスは「リトアニアのイェルサレム」 とも「北のイェルサレム」 とも呼ばれた。
ヴィリニュスのユダヤ人人口は、1500年には約 6,000 人であったが、1900年には約 64,000 人にまで増えた。19世紀末におけるリトアニア・ユダヤ人の人口は約16万人であったから、その約4割がヴィリニュスに居住していたことになる。その後1914年にはヴィリニュスのユダヤ人人口は10万人にまで増加し、市の人口の 43 % を占めるまでになった。
第一次世界大戦後ヴィリニュスはポーランド領となった（ポーランド名: Wilno ヴィルノ）。ヴィリニュスは、ワルシャワ、ルヴフ（現・ウクライナ領リヴィウ）、クラクフと並ぶ、ポーランド文化の4大拠点の一つに位置づけられていたが、その中でもユダヤ人はポーランド人以上の存在であり続け、ヴィリニュスはユダヤ人のあいだでイディッシュ名のヴィルネ（ווילנעVilne）と呼ばれてきた。
ヴィリニュスは「北のエルサレム」と呼ばれるにふさわしく世界的にもユダヤ文化の中心であり続けた。1925年にはユダヤ学研究所 (YIVO) が設立され、また詩人アブラハム・スツケヴェル (Abraham Sutzkever) らがこの街でイディッシュ文化を発展させていった。1930年代のユダヤ人は、年配の世代は帝政ロシア時代の影響からロシア語に堪能であったが、他方で子供たちはイディッシュ語やヘブライ語で教育を受けていた。
このように1920年代から1930年代にかけて、ポーランド共和国下のヴィリニュスでイディッシュ文化を育んできたユダヤ人であったが、1940年代に入るとナチス・ドイツによる占領によりユダヤ人の状況は一変する。

#### ナチス・ドイツ支配下

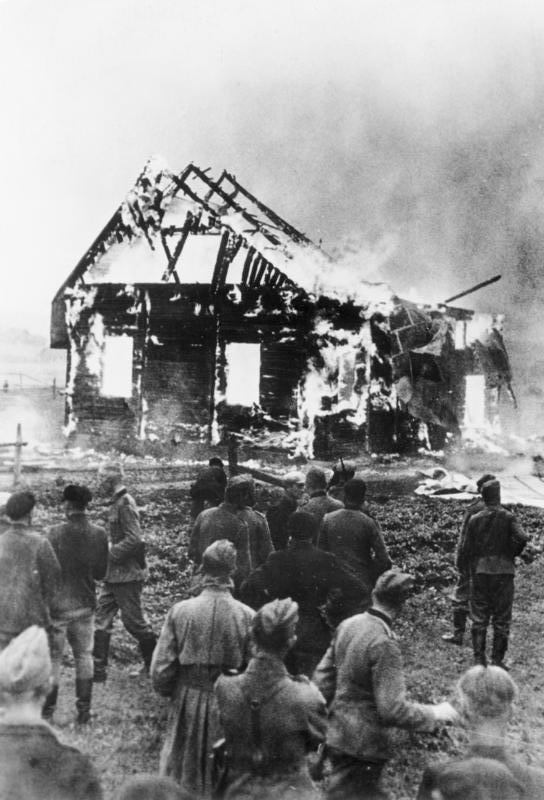
シナゴーグが燃える様子を眺めるドイツ兵と地元住民
----
1941年7月9日に撮影された。

第二次世界大戦中にリトアニアがナチス・ドイツの占領下に入ると、ユダヤ人の多くは特に都市で迫害を受け、虐殺されるかあるいはソ連へ逃亡するなどした。ソ連に逃れた者の中には赤軍に入隊したりKGBの幹部となった者も多い。1941年末までに18万人のユダヤ人が殺され、また1942年半ばまでにユダヤ人の 80 % が殺害されたともいわれる。
リトアニアでホロコーストが起きた背景にはリトアニア系住民の加担があるとの指摘もされる。実際、ナチス・ドイツ当局がリトアニア・ユダヤ人の組織的殺戮を指示、支援しつつ、現地のリトアニア人協力者がその指示のもと計画を実行していった。
リトアニア人がユダヤ人に対するジェノサイドに関与したのにはいくつかの要因が挙げられる。他の中東欧諸国と同様に当時の伝統や価値観には反ユダヤ主義的な要素が含まれていた。また当時のリトアニア人はリトアニア人だけで構成する「純粋な」国民国家を築き上げることを望んでいた。他にも、厳しい経済状況によりユダヤ人の私有財産をめぐって殺害が行われたという側面もあった 。そして何よりユダヤ人はソヴィエト政権に協力していると見られていた。ドイツがリトアニアを支配するまでのあいだ、リトアニアに降りかかった災難のすべてがユダヤ人のせいとされていた。こうしたこともあってリトアニア保安警察（リトアニア語: Lietuvos saugumo policija）などが積極的にホロコーストに関与していった。
他方でユダヤ人の救出に尽力した者も多くいた。数百人のリトアニア人がユダヤ人保護のために危険を冒したとされる。戦後、イスラエル政府はユダヤ人救出のために危険を冒した 723 名のリトアニア人に対して「諸国民の中の正義の人」の称号を与えている。なおこの称号は、当時リトアニアでユダヤ人に査証を発行したことで知られる杉原千畝にも送られている。

#### ソ連時代
第二次世界大戦後、リトアニアはソヴィエト連邦に編入された。ソ連は人民の平等を掲げ、名目上は宗教や民族上の敵対関係をなくそうと努力してきた。そのためかつてロシア帝国下で起きたポグロムのような激しい暴力を伴う反ユダヤ主義は出現しなくなったが、他方で民衆のあいだで反ユダヤ主義の息吹は根付いたままであった。またスターリン時代の1948年から1953年にはソ連当局から反ユダヤ主義が組織されたこともあった。
ソ連末期にグラスノスチ政策が展開されると、言論の自由化により再び反ユダヤ主義が表面化し、その結果1980年代末から大量のユダヤ人がソ連を出国することとなった。

#### 現在のユダヤ
こうしたナチス・ドイツやソ連の弾圧政策の結果、リトアニアのユダヤ教徒の人口は激減した。2005年のリトアニア統計局による宗教に関する資料によれば、自らがユダヤ教徒（ラビ・ユダヤ教など）であると回答した国民はわずか 1,272 名にとどまる。また、これとは別にカライ派を信奉していると答えた者も 258 名いる。（詳細は「リトアニア統計局の人口統計」の節を参照）

### カライ派

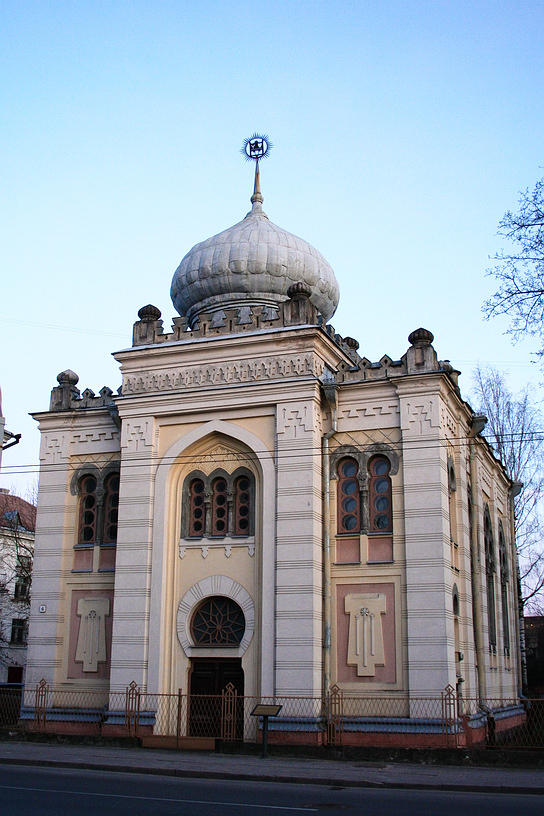
ヴィリニュスにあるカライ派のシナゴーグ

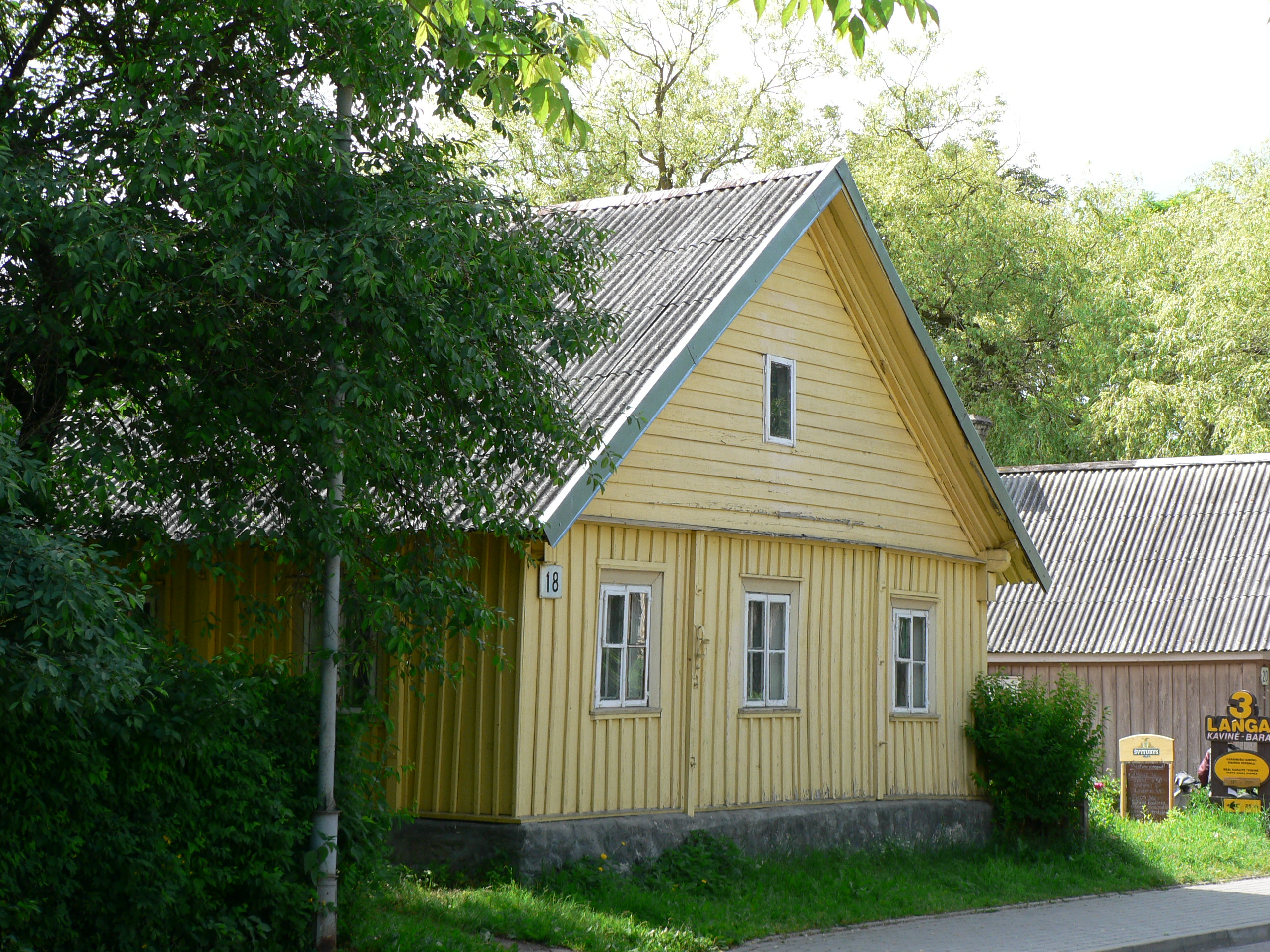
トラカイにある3つの窓を持つ住居

カライ派の言い伝えによると、クリミア半島に住んでいたカライ派の人々がヴィータウタス大公の時代にトラカイに移り住んできたといわれる。彼らのほとんどは農業に従事していた。
今でもトラカイにカライ派のコミュニティが残されており、テュルク諸語の一つであるカライム語を話し、独自の習慣を持つ。その例としては、肉のペストリーの一種でキビナイ と呼ばれる伝統的な料理や、「神」「家族」「ヴィータウタス大公」の3者を表す3つの窓を持つ住居などがあげられる。

## 多神教
リトアニアはかつて「ヨーロッパ最後の異教国」として知られ、ドイツ騎士団は異教撲滅をもくろみ度々リトアニアに侵攻してきた。こうした経緯からリトアニア人をはじめとするバルト人の信仰の様子は13世紀以降ドイツ人修道士らが著した年代記や教会の記録に描かれており、これが重要な古文献となっている。19世紀以降民俗学者によって徐々に明らかにされてきているが、それでもなお古代の信仰がどのようなものであったかについては不明な点も多い。

### 多神教信仰の特徴とその歴史
リトアニア大公国がカトリックを受容するまでは土着の多神教信仰がリトアニア人全体に広がっており、それぞれの土地でその地方の神が信奉されていた。リトアニアが統一されると地域ごとの様々な神々は統合され、国家的に祝祭や葬儀などが執り行われるようになる。つまり、それ以前は「分裂していた地霊崇拝を、国の守護神を祀る国家的宗教へと昇華させ得ることに成功した」のであった。国家も多神教の伝統によって組織、運営されるようになり、13世紀まではヴィリニュスの寺院で炎が延々灯され続けられている状況であった。
当時のリトアニア人は農業を主とする生活を送っており、信仰も太陽、雷、動植物など自然を崇拝するアニミズムで、彼らの宗教ではペルクーナス (Perkūnas) と呼ばれる雷の神や大地の女神など多くの神々が信奉されてきた。また輪廻転生も信じられており、火葬の儀式なども行われた。生け贄などの風習も存在していた。これらバルト人の信仰は古代インド＝ヨーロッパに起源を持つものと考えられており、そのため、輪廻転生観、自然崇拝、多神教信仰などヒンドゥー教との共通点も多い。
1251年に当時統治者であったミンダウガスがカトリックを受容したが、しかし彼の臣民は改宗を義務づけられなかったため、人々は多神教信仰を維持したままであった。また、ミンダウガス自身は心から改宗したわけではなく、ただ名目上改宗したにすぎなかったとの見方が一般的である。ミンダウガスにとってカトリックへの改宗は騎士団からの攻撃を回避するための手段にすぎず、したがって洗礼名であるアンドレアスは用いなかったのだといわれる。カトリック改宗後も彼が多神教の神々に祈りを捧げる様子も記録に残されており、例えば、『ガリシア＝リヴォニア年代記』は、
と記している。
ミンダウガスの死後はヴィリニュスのカトリック教会は焼き払われ、そこにペルクーナスの社が再建されるなど多神教の復権が進んだ。1377年に当時リトアニア大公だったアルギルダスが死を遂げたが、彼は飼っていた猟犬とともに火葬され、ヴィリニュスに埋葬されている。こうした火葬による埋葬は当時の宗教がシャーマニズムにもとづく来世信仰の強いものであったことを示している。1397年、カトリックが公式にリトアニア大公国の国教となったが、それでも16世紀頃までは農民の間で多神教が信仰され続けた。

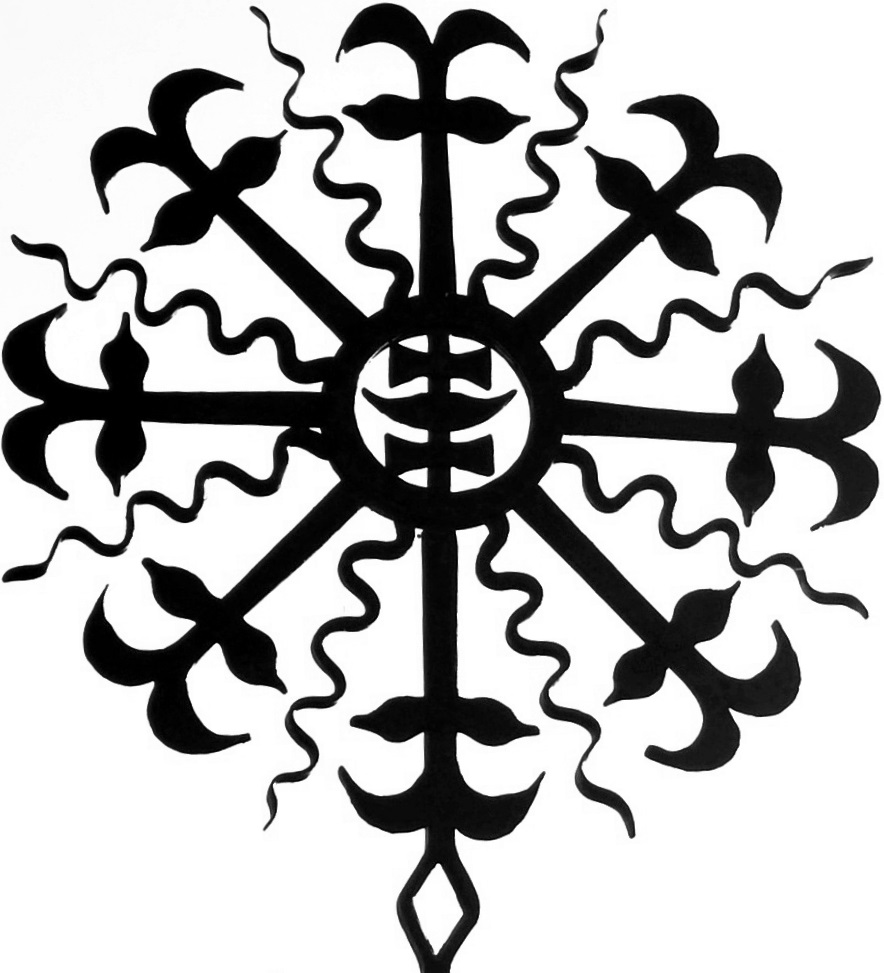
特徴的なリトアニアの十字架
----
十字架のデザインに多神教信仰の要素が含まれている。このようにリトアニアの十字架には太陽やヘビをかたどったものが多い。

その後、リトアニア人の多くは名目上キリスト教徒ということになったが、17世紀から19世紀にカトリック教会が出した資料によれば「異教信仰」は根強く残っており、キリスト教の洗礼は受けつつも同時に多神教の祭日や伝統を祝うといったように19世紀末になっても多神教信仰を保持している者も多くいたという。カトリック教会はこうした多神教信仰を憂い、その根絶に取り組んできた。以上のようなカトリックと多神教信仰の混在という歴史的経緯から、キリスト教の象徴である十字架に現地のアニミズム信仰の要素が加わったものがリトアニアではよく見られる（右画像参照）。また彼らの神話の中には昔話の類いとして現代まで語り継がれるものもある。

### 信奉されていた神々とそれにまつわる神話
ここではリトアニアで信奉されていた主要な神々とそれにまつわる神話（いわゆるバルト神話）を挙げる。
ディエヴァス (Dievas)
天空の男神で最高神とされる。元々「ディエヴァス」は「天空」を意味していた。容姿端麗で王の姿をしており剣を帯びる。天の上では銀のマントを着用しているが、地上に降り立つ時には灰色の亜麻のマントを身に着ける。地上に降り立つ時は人々の畑に近づき、農民に豊穣をもたらすという。天の丘のかなたにある銀の扉が3つある宮殿に住み、馬を飼い、そして農園を保有している。ヒンドゥー教のデーヴァ (Deva) と語源を同じくする。
ペルクーナス (Perkūnas)
雷の男神で、ディエヴァスに次ぐ主要な神。銅のひげを生やし、斧を携えている。生命を生まれ変わらせる、転生の力を持つ。ヒンドゥー教のパルジャニヤ (Parjanya) やスラヴ神話のペルーン (Perun) と同じ神。
アウシュリネ (Aušrinė)
明けの明星（金星）の女神。姉妹にはインドラヤ、ヴァイヴォラ、ヴァカリネ、ジエズドレ、セリヤがいる。母はサウレで父はペルクーナス。インド神話のウシャスやギリシャ神話のエーオース、ローマ神話のアウロラに類似する。
インドラヤ (Indraja)
木星の女神。
ヴァイヴォラ (Vaivora)
水星の女神。
ヴァカリネ (Vakarinė)
宵の明星（金星）の女神。
ガビヤ (Gabija)
聖なる火を守る女神。
サウレ (Saulė)
太陽の女神。銅の車輪のついた馬車で天の丘を駆け、娘たちとともに天の丘のかなたのディエヴァスの宮殿の隣にある城館に住む。また夕暮れ時になると馬車を海の中に止め馬を洗い、そして黄金の舟に乗り換える。かまどの火の神でもあり、火のそばに住みつくヘビを寵愛する。バルト人は夏至の日にサウレを敬う祭を開いた。ヒンドゥー教のスーリヤ (Surya)に相当する。
ジエズドレ (Žiezdrė)
火星の女神。
ジェミナ (Žemyna)
大地の女神。霊魂を冥界に導く。名前はペルシャ語やヒンディー語で土地を表す zamin に由来する。
セーリヤ (Sėlija)
土星の女神。
メヌオ (Mėnuo)
月の男神。軍神でもある。灰色の馬に牽かれた二輪馬車に乗り、星座のガウンを着用している。元々はサウレと結婚していたが、アウシュリネと恋に落ちて彼女をさらい、結婚をせまったために、その父であるペルクーナスの罰を受けて真っ二つにされた。これにより月の満ち欠けが生じたとされる。
ユーラテ (Jūratė)
海と海の生き物の女神。バルト海の中にある琥珀の城に住む。ある日、漁師のカスティーティス (Kastytis) に恋をして彼を海中にある自宅へと連れ帰ったが、「人間を愛してはいけない」という神の掟を破ったユーラテに怒ったディエヴァスは、ユーラテを幽閉してカスティーティスを殺し、さらにユーラテの館を破壊した。壊されたユーラテの館の破片は大きな琥珀となり、恋人のことを想って流すユーラテの涙は小さな琥珀となったとされる。
リエトゥヴォニス (Lietuvonis)
雨の男神。ペルクーナスと同一とする説もある。

### 「ロムヴァ」運動
近年、リトアニアを含むバルト人地域でかつて信仰されていた多神教を「ロムヴァ」（Romuva、「ロムーヴァ」とも）と呼び復活させようとする動きがある。「ロムヴァ」という名はかつて古プロイセン（現在のロシア・カリーニングラード州）にあった神殿に由来する。「ロムヴァ」とは「寺院」や「聖域」あるいは「心の平安のありどころ」といった意味である。
19世紀に民族誌学者が農村部に伝わる歌や物語を集めるようになったが、1960年代に入るとそこで集めた資料をもとにして多神教の復興を目指す、いわゆる「新異教主義」（英: Neo-Paganism）運動が展開されるようになった。1967年、ヴィリニュス大学の学生や教授が夏至の日などに季節の祝いを行った。これが「ロムヴァ」運動の始まりで、創立者は当時ヴィリニュス大学の学生で後にリトアニアの文部文化省民族文化部部長を務めることになるヨナス・トリンクーナス (Jonas Trinkūnas) である。「ロムヴァ」活動家はリトアニア人の民間伝承の復興を目指し、多神教信仰にもとづく祭を準備した。しかし共産政権はこれを認めず、1971年に「ロムヴァ」の解散を命令、活動に参加していた教師は失職し、活動家が逮捕されるにいたった。しかしそれでも運動は秘密裏に続けられた。
1980年代後半、グラスノスチ時代が到来すると「ロムヴァ」運動は徐々に認められるようになる。1987年、環境団体や文化団体の設立を認める法案が議会を通過し、「ロムヴァ」は「リトアニア民族文化連盟」として活動することが許されるようになった。1988年には元の地位を回復し、再び「ロムヴァ」を名乗るようになった。その後はロシア・カリーニングラード州にあるロムヴァ神殿遺跡の修復が行われている。
リトアニアがソ連からの独立を回復すると、リトアニア政府もこの運動を容認するようになった。また大衆からもこの運動はおおむね支持されたが、カトリック教会はこの運動には反対している。1991年から92年にかけて国内外で「ロムヴァ」の集会が開かれた。またヴィリニュスの中心地に多神教の祭壇も設けられた。1992年、リトアニア政府が「ロムヴァ」を宗教団体と認定、しかし「伝統宗教」ではなく「新宗教」とされた。そのため「ロムヴァ」には国家からの資金援助は与えられていない。
「ロムヴァ」は現在リトアニア国内や、アメリカ合衆国、カナダなどの国外に数千人の会員を抱え、リトアニア全土に支部を持つ。会員の多くは高校や大学の教員である。また、『Jauniomo Romuva』や『Romuva』、『Sacred Serpent』といった雑誌も発行している。環境運動家と密に連携しており多くの者が「ロムヴァ」と環境団体の両方に加盟しているが、環境問題に関する抗議活動などはせず、彼らの聖地環境の保護を目的としたロビー活動を中心に行っている。また、「ロムヴァ」に加盟する者の中には環境雑誌『Green Lithuania』に「ロムヴァ」に関する記事を投稿する者もいる。
このようなかつての多神教信仰を復活させようとする動きはリトアニアのみに限らず東欧からカフカース地域まで幅広く見られるが、Shnirelmanは、これらは反植民地主義と結びついて起こったものであると指摘する。彼は、こうした動きは、ロシアあるいはソ連政府が現地の人々や彼らの文化に対して非寛容であった中で、ロシア人支配に対抗するようにして起こったのだと解説している。リトアニアにおける「ロムヴァ」運動もまた、ソ連による支配に対抗して起きたものであった。

## 仏教

### 禅の歴史と現在
リトアニアにいつ初めて禅が到来したのかについてはあまりよく分かっていない。1990年にカウナスで、ポーランド人学生によって初めて説法が行われ、1991年4月にはカウナスにて禅のセンターが公式に登録された。その後すぐヴィリニュスでも類似した施設が設立され、宗教法人として登録されている。1993年にはリトアニアで初めて禅の寺院がヴィリニュスにて完成した。
現在はヴィリニュスやカウナスのほか、クライペダ、シャウレイ、パネヴェジース、シャケイなどでも活動が行われている。

### ダライ・ラマとリトアニア
ダライ・ラマ14世はこれまで2度にわたりリトアニアを訪問しており、ヴァルダス・アダムクス・リトアニア大統領（当時）や、カトリック教会のアウドリース・バチキス (Audrys Bačkis) 枢機卿と面会している。ダライ・ラマは1990年代初頭のリトアニア独立運動を支持しており、それに対して感謝の意を表すことを目的にヴィリニュスにある公園にダライ・ラマの名をつけることが、2009年、チベット独立支持者らによって提案されている。
また同年、「チベット文化の日」（リトアニア語: Tibeto kultūros dienos）がヴィリニュスにて企画され、インドの修道僧らがイベントに参加している。